# Britte Lagcher
Britte Lagcher, née le 5 juin 1989 à Hilversum, est une actrice néerlandaise.

## Filmographie

### Cinéma et téléfilms
- 2013 : Van Gogh; een huis voor Vincent : Lies van Gogh
- 2013 : Lieve Céline (nl) : La vendeuse numéro 2
- 2013 : Van God Los (nl) : Maja Blom
- 2014 : Ramses (nl) : Lisa, l'infirmière
- 2014 : Vier Meter : Ariel
- 2015 : De Boskampi's (nl) : La secrétaire
- 2015 : De lange nasleep van een korte mededeling : L'invitée
- 2015 : Overspel (nl) : Marianne Wendy Liekerk
- 2016 : The Day My Father Became a Bush (en) de Nicole van Kilsdonk : La professeur[2]
- 2016 : Riphagen (film) de Pieter Kuijpers : Zusje Greetje[3]
- 2016 : Prédateur de Dick Maas : La porte-parole de la police[4]
- 2016 : Giraffe de Janne Schmidt : Elsa[5]
- 2016 : Centraal Medisch Centrum (nl) : Amber
- 2016 : Land van Lubbers (nl) : Erica
- 2016 : Toen mijn vader een struik werd (nl) : La professeur
- 2016 : Lost in the Game (nl) : Evi
- 2016 : Vandaag is van ons : La fille
- 2017 : Verliebt in Amsterdam (de) : Jenny
- 2017 : Riphagen (mini série) : La sœur de Greetje
- 2017-2018 : Suspects (nl) : Liv Scholten
- 2018 : Viking : L'Invasion des Francs (nl) de Roel Reiné : Sinde[6] : Xanna Vermeulen
- 2018 : All You Need Is Love (nl) : Amber